# Mairie de Joensuu
La Mairie de Joensuu (finnois : Joensuun kaupungintalo) est un bâtiment situé à Joensuu en Finlande.

## Architecture
Le bâtiment conçu par Eliel Saarinen est construit en 1914 au bord de la Pielisjoki.
Le bâtiment héberge la mairie, un restaurant et le Théâtre municipal de Joensuu.